# Anthony Naples
Anthony Naples est un DJ et musicien américain de musique électronique.

## Biographie
En tant que producteur, ses premiers travaux sont associés à la scène outsider house en plein essor aux États-Unis, mais ils se diversifient ces dernières années pour inclure l'ambient, la techno, la deep house et des styles plus expérimentaux. Son style musical est remarqué par  The Guardian, The New York Times et Resident Advisor, ce dernier ayant placé son premier single Mad Disrespect et son album Body Pill dans ses listes de fin d'année.
Naples est publié sur divers labels discographiques indépendants, dont The Trilogy Tapes, Rubadub et Mister Saturday Night Records, ainsi qu'un album sur Text Records de Four Tet.
En plus de produire ses propres œuvres, Naples gère un label appelé Incienso, et auparavant, Proibito, qui était responsable de la sortie de l'album de Huerco S, For Those of You Who Have, and Also Those of You Who Have Never, acclamé par la critique.

## Discographie

### Albums studio
- 2015 - Body Pill
- 2018 - Take Me With You
- 2019 - Fog FM
- 2021 - Chameleon
- 2023 - Orbs
- 2025 - Scanners

### EP
- 2012 : Mad Disrespect EP
- 2013 : El Portal
- 2013 : RAD-AN1
- 2013 : Moscato
- 2013 : P O T
- 2014 : Zipacon EP
- 2015 : Smacks EP
- 2016 : Slice of Life
- 2016 : Us Mix
- 2017 : Love No Border
- 2018 : OTT/ZTL